# Šumnyj den'
Šumnyj den' (Шумный день) è un film del 1960 diretto da Anatolij Ėfros e Georgij Grigor'evič Natanson.